# Svend Fleuron
Svend Fleuron (4. ledna 1874, Keldby – 5. dubna 1966, Humlebæk) byl dánský spisovatel.
Fleuron se narodil jako syn statkáře a stal se důstojníkem. Roku 1921 odešel z armády a věnoval se zcela literatuře. Psal knihy o přírodě, především romány o zvířatech, kterým dal lidské emoce a schopnost úsudku v jednání.

## Dílo
- Jagtbreve (1906–1907, Listy z lovu), dva svazky,
- En Vinter i Jægergaarden (1909),
- Det røde Kobbel (1914, Rudá smečka),
- Det tuder om Natten – Roman om den sidste store Hornugle Strix Bubo (1916, Když houká výr),
- Ib Fidelius Adeltand (1917),
- Haren den graa (1918, Zajíc šedivák),
- Grum – Roman fra Sø og Mose (1919, Nenasyta),
- Killingerne: en Familiekrønike (1920, Koťata),
- Kalv og Dyrehaven (1920, česky jako Jak byl kolouch vychován),
- Det fængslede Vildnis (1925),
- Flax Aedilius (1929),
- Fasandyret – Farvel til Nordens fauna (1934)
- Myregeneral Kallus (1935),
- Højt flyver ravnen (1938, Krkavci).

## Česká vydání
- Nenasyta, F. Topič, Praha 1923, přeložil Ivan Schulz, znovu Toužimský a Moravec, Praha 1938,
- Koťata, F. Topič, Praha 1925, přeložila Milada Krausová-Lesná,
- Když houká výr, F. Topič, Praha 1925, přeložil Jiří Noska,
- Rudá smečka, F. Topič, Praha 1926, přeložil Jiří Noska,
- Jak byl kolouch vychován, F. Topič, Praha 1927, přeložila Milada Krausová-Lesná,
- Zajíc Šedivák, ELK, Praha 1942, přeložila Jiřina Vrtišová,
- Krkavci, Jiří Chvojka, Havlíčkův Brod 1946, přeložila Jiřina Urbanová.